# Crosbyarachne bukovskyi
Crosbyarachne bukovskyi är en spindelart som beskrevs av Dmitry Evstratievich Kharitonov 1937. Crosbyarachne bukovskyi ingår i släktet Crosbyarachne och familjen täckvävarspindlar.
Artens utbredningsområde är Ukraina. Inga underarter finns listade i Catalogue of Life.